# 叶俊岑
叶俊岑（1977年1月15日—）是马来西亚的全方位艺人，集主持人，演员，创作歌手和电商主播身份于一身，多才多艺，表现亮眼。Gary叶俊岑在2001年因参加由新加坡新传媒举办的《才华横溢出新秀》夺得大马冠军成功出道。他在新传媒发展3年后在2004年回流大马娱乐圈继续发展。Gary叶俊岑在八度空间电视台发展的16年内曾主持了不同类型和大大小小的节目，代表作包括《八八六十事》，《绝对Superstar》，《终极天团》和《非常好声》等等。近年来，他主持的《Ho Chak 好吃》和《好声Family》 更是获得收视率口碑一致好评，创下亮眼成绩。他和好拍档Orange陈慧恬在《Ho Chak 好吃》里塑造的村长和村长夫人的角色，搞笑讨喜的另类美食介绍风格让观众觉得格外亲切和深入民心。
Gary叶俊岑也是购物台《Wow Shop》的电商主播，节目内产品销售的成绩都是辉煌创记录的。2020年3月份开始至今，他也在自己的面子书专业频道上（Facebook）定时直播，和观众一起分享生活资讯，互动交流及唱歌表演。他的客家直播已经成了大马客家人熟悉且必追的直播节目。直播累积的高人气让Gary叶俊岑因此获得了许多不同类型的产品业配工作邀约，开启了另一个崭新的尝试，获得了不俗的佳绩。
此外，Gary叶俊岑曾发行7张个人创作专辑，也曾录制许多电视台的新年歌曲和慈善作品等等。他的个人创作代表作品有：《放心》，《爱不爱》，《若不勇敢》，《爱人的天分》，《Let Us Try》 和《离不开你》。2020年的7月份至9月份期间，Gary叶俊岑在网络直播平台上参与及举办了共三场不同主题的现场乐队伴奏音乐会，如《我的偶像，我的歌》，《岑风破浪Family音乐会》和《岑风破浪音乐会之寂寞中秋》。

## 演绎生涯
2001年參加由新加坡新傳媒主辦的選秀比賽《才華橫溢出新秀－大馬區》，並以大馬區冠軍身份出戰於新加坡舉行的《才華橫溢出新秀－總決賽》。賽後獲得新加坡新传媒藝人合約，從此在新加坡担任演员与主持人。2004年，約滿離開新傳媒回到吉隆坡。同年1月正式加盟新東家八度空間，並開始主持娱乐节目《八八六十事》。2006年發行個人首张专辑《牵挂》。
2004年1月8日，叶俊岑正式加盟新東家八度空間并开始主持該电视台娱乐节目《八八六十事》。
2006年3月，主持马来西亚版歌唱选秀节目《绝对Superstar》。同年參與偶像剧《星空》的演出，正式迴歸演绎活動。同年9月1日推出首张個人音乐专辑《牵挂》，由Nimbus Productions制作。专辑收入了10首华语歌和1首马来语歌《Ku Doakan》。同年叶俊岑在《十大歌星颁奖礼》上获得十大表现大跃进奖及十大歌星优秀奖。
2007年9月22日，叶俊岑推出第二张专辑《Restart》。隨後叶俊岑投入电视剧《声控 感应》的拍摄和《第3季绝对Super Star》 工作。2009年開始主持歌唱選秀节目《终极天团》。同年8月1日，他推出了第三张个人创作专辑《勇敢爱》。2010年，繼續主持歌唱選秀节目《终极天团第2季》。同年開始主持新的美食节目《美食型男》。11月配合環保議題推出含三首环保曲目的个人 EP《War E》。
2011年1月，參與八度空间台庆剧场《追影·筑梦》的演出。同年主持歌唱選秀节目《终极天王》。同年6月，與Belinda Chee一同搭檔主持和结婚策划有關的新節目《幸福任务》。主持歌唱选秀节目《非常好声》。同年9月1日，推出第4张个人专辑《爱不爱（新歌+精选）》。叶俊岑結束主持長達8年的八度空間娛樂新聞節目《八八六十事》，改接手八度空間美食節目《好吃！》的主持棒子。叶俊岑在脸书上曾感慨地发表说在演艺圈努力了10年还是有很多人不认识他，此番言论却遭到某部分的网民扭曲其意，令他感到心酸无奈。
2021年1月1日，叶俊岑创办《岑品 LIVE TV》购物直播平台，而为了专心打理该新节目，叶俊岑宣布暂时退出主持了9年的节目《好吃！》和所有演艺工作。

## 音樂專輯

### 個人專輯
- 2005年8月30日：《牽掛》(Yearning)
- 2007年9月27日：《Restart》
- 2009年7月21日：《勇敢愛》
- 2010年9月10日：So Worry (单曲)
- 2010年11月1日：《War E 别说爱我》 (EP)
- 2012年8月23日：《爱不爱》（新歌+精选）
- 2014年3月20日：《勇敢先生 MR BRAVE》
- 2015年10月23日：《Let Us Try》

## 主持过的电视节目
- 八八六十事（2004年－2012年）
- 绝对Superstar系列（第一季2006年，第三季2008年）
- 终极天团系列（2009年－2010年）
- 美食型男（2010年）
- 终极天王（2011年）
- 幸福任务（2011年）
- 非常好声（2012年）
- 游马玩乐第一季&第二季（2013年－2014年）
- 好吃（2013年－2021年）
- 世通八达（2016年－2017年）
- CJ Wow Shop购物台（2017年－2020年）
- 好声Family第一季（2020年）
- Wow Shop购物台（2020年）
- 今日早晨（2022年－）
- 好声Family第二季（2021年）
- 好声Family第三季（2022年）
- 帮你行好运第一季（2022年）
- 好声Family第四季（2023年）
- 帮你行好运第二季（2024年）
- 好声Family第五季（2024年）
- 帮你行好运第三季（2025年）

## 演出过的电视剧
- 2002年 好兒好女 飾演 裕安
- 2003年 童話的天空 飾演 俊銓
- 2003年 同一屋簷下 飾演 阿龍
- 2006年 星空 八度空间
- 2008年 声空感应 八度空间
- 2011年 追影.筑梦 八度空间
- 2012年 寂寞同盟 ntv7
- 2013年 岁月留声 ntv7
- 2013年 一块二的幸福 八度空间
- 2013年 少年包青天 八度空间
- 2014年 凌晨3点3 八度空间
- 2015年 差三公分想爱你 ntv7
- 2016年 当拳头遇上枕头 八度空间
- 2017年 妈姐 ntv7
- 2018年 春天花啦啦！八度空间
- 2020年 师出名门八度空间
- 2021年 附赠的假期八度空间

## 外部連結
- 叶俊岑的Facebook專頁
- 叶俊岑的Instagram帳戶
- 叶俊岑的新浪微博
- YouTube上的叶俊岑頻道